# Evil Eyes
Evil Eyes è un film del regista Mark Atkins prodotto dallo studio The Asylum, con la partecipazione dell'attore Adam Baldwin. Uscì negli Stati Uniti d'America direttamente in DVD il 4 agosto 2004, mentre in Italia il film uscì il 12 agosto 2005 al cinema.
Il film è liberamente ispirato al romanzo di Stephen King Shining, ma porta anche delle similitudini con l'anime e manga Death Note di Tsugumi Ohba e Takeshi Obata, e per tal motivo in Giappone è stato rinominato "Evil Note" proprio in riferimento alla serie.

## Trama
Jeff Stenn, sceneggiatore professionista, viene contattato da un eccentrico produttore per scrivere una storia su un serial killer. Lo scrittore pianifica così un modo del tutto originale e terrificante per far morire i propri personaggi, ma nel frattempo alcune persone a lui vicine muoiono inspiegabilmente, in un modo del tutto simile al mondo appena realizzato…